# Jørgen Juul Jensen
Jørgen Juul Jensen (ur. 17 listopada 1965 w Rødovre) – duński piłkarz występujący na pozycji pomocnika.

## Kariera klubowa
Jensen karierę rozpoczynał w sezonie 1985 w pierwszoligowym zespole B 1903. W sezonie 1986 zdobył z nim Puchar Danii. W sezonach 1990 oraz 1991/1992 wraz z klubem wywalczył natomiast wicemistrzostwo Danii. Następnie w wyniku fuzji B 1903 z KB, od sezonu 1992/1993 występował w FC København. W sezonie 1992/1993 zdobył z nim mistrzostwo Danii.
Na początku 1994 roku Jensen odszedł do innego pierwszoligowca, Næstved IF. Spędził tam 1,5 roku, a potem przeniósł się do Lyngby BK, gdzie w 1996 roku zakończył karierę.

## Kariera reprezentacyjna
W reprezentacji Danii Jensen zadebiutował 6 czerwca 1990 w wygranym 2:1 towarzyskim meczu z Norwegią. Jednocześnie było to jedyne spotkanie rozegrane przez niego w drużynie narodowej.